# 치카펜
치카펜은 치약이 내장 되어있는 반려동물용 칫솔이다.

## 개요

### 제품명
치카펜
제품명의 유래 : 제품명은 치카펜으로 어린아이들이 양치를 나타내는 의태어로 치카치카+ 볼펜처럼 사용할 수 있는 형태의 용기를 나타내는 "펜"을 더해 5초양치 "치카펜"이 탄생했다.

### 제조사
(주)리브랩스

### 출시일
2020년 5월 18일
출시되자마자 와디즈펀딩 1393%를 달성하는 기록을 세웠다.

### 설명
세계최초 반려동물용 버튼식 치약 내장형 강아지칫솔, 치약&칫솔 일체형으로 치카펜 하나로 강아지와 고양이 양치를 끝낼 수 있어 와디즈에서 선풍적인 인기를 끈 제품. 가격은 1만원대 초반이며, 총 3종(강아지용,고양이용, 치석제어용)으로 구성되어 있다.

### 외향적 특징
1) 치약 내장형 칫솔(치약&칫솔 일체형)
2) 빠르고 간편하게 사용가능한 형태, 샤프/펜과 같은 형태로 뒤에 버튼을 누르면 치약이 칫솔모 사이로 올라옴
3) 연약한 잇몸에도 사용 가능한 부드러운 칫솔(실리콘과 비슷한 재질이나 실리콘보다는 강한 강도로 양치가 잘됨), 반려동물들 잇몸에 통증을 주지 않기 때문에 거부감이 덜하고 잇몸에서 피나는 현상이 줄어 듬
4) 칫솔모가 비스듬한 각도로(45도) 설계되어 어금니 안쪽까지 양치질 가능한 구조
5) 칫솔 용기는 치약이 들어있는 내부로 물/이물질/공기가 들어가지 않도록 설계된 용기(사용 후 칫솔모를 물에 자유롭게 씻어도 안전)

### 내향적 특징
1)일반 치약보다 묽은 제형으로(흐르는 정도의 묽은 액체 타입) 잇몸과 이에 빠른 시간 안에 골고루 바르기 용이함(일반치약은 뻑뻑한 형태로 골고루 펴 바르기 어려움이 있음)
2)입속 세균과 이물질 결합을 방지해 치태가 쌓이지 않도록 도와주는 치약 성분(프로폴리스/코코넛오일/키토산/미역귀추출물/로즈마리잎/코엔자임Q10 등)
3) 성분들 간의 다양한 성미와 성질을 파악하여 구강 건강에 도움이 되는 성분들만을 선별하여 사용
4) 안전한 원료만을 사용함. 파라벤 등 위험한 방부제나 원료를 사용하지 않음 (파라벤/CMIT/MIT 불검출 테스트 완료)

### 차별성
아래는 (주)리브랩스 관계자가 자신있게 말한 5가지 특성이다.
획기적: 치약이 내장된 버튼식 칫솔 용기로 양치 시간을 획기적으로 줄여 줌
편리함: 칫솔 캡이 따로 있어 보관과 휴대가 용이함. 외출시 사용하기에도 편리
위생적: 칫솔모가 일반 나일론 재질과 달라 세균 번식이 적어 위생적
경제적: 치약과 칫솔을 따로 구매 할 필요가 없기 때문에 경제적
위생적: 칫솔모가 일반 나이론 재질과 달라 세균 번식이 적어 위생적

### 특이사항
1)세계최초 반려동물용 버튼식 치약 내장형 칫솔이다.
2)치약&칫솔 일체형이다.
3)양치 준비 시간 및 양치질 시간을 짧게 줄일 수 있기 때문에 스트레스 없이 양치교육이 가능하다.

### 성분
내장된 치약은 양치를 극혐하는 고양이와 강아지를 위해 개발된 바르는 치약으로 구내염 예방에 도움이 되는 락토페린, 세균과 이물질이 결합해 치석이 생성되는 과정을 막을 수 있는 리소자임과 파파인 효소, 이미 생성된 치석을 녹여 줄 수 있는 아밀라아제 효소를 사용해 바르기만 해도 효과적인 치석케어가 가능한 4중 효소 치약이다. 이외에도 프로폴리스, 코코넛오일, 키토산 등 구강 건강에 직접적으로 도움을 주는 선별된 원료들이 들어 있다.치석을 녹이는 성분이 함유되어 있어 치약 성분은 꾸준히 발라만 줘도 구제거/치석제거에 도움을 준다.

## 역사
출시되자마자 와디즈에서 대박을 터트린 제품. 반려동물을 키우는 사람들의 니즈를 정확히 파악했다는 평이 많다.

### 비하인드 스토리
제품 개발자는 강아지와 고양이 여러 마리를 키우면서 애완동물 양치의 중요성은 알고 있으나 양치 시키는 것의 어려움을 느꼈다. 양치 시간이 너무 길게 걸리는데다가 시중의 제품으로는 치석 케어가 잘 되지 않는 것을 발견했기 때문이다.

### 개발 과정
1)양치시간을 줄이고자 함
양치 준비에서 양치완료까지 시간이 걸림, 이 과정이 번거롭고 귀찮아 양치 시켜주는 것을 자주 건너뛰게 됨,
(칫솔 따로 치약 따로 준비 → 치약 짜고 → 강아지 고양이 이 잡고 → 양치 시키다가 중간에 다시 치약 짜고 → 양치시키고)
강아지 고양이한테 양치는 아주 중요함, 사람과 달리 치석이 72시간내에 쌓이고 치석 케어가 안될 경우 치주염, 구내염, 심장병 등으로 발전해 매우 위험함.
2)치석제거에 직접적으로 도움이되는 치약을 개발하고자함
시제품 치약으로는 치석 케어가 잘 되지 않는 것을 발견
양치를 극혐하는 강아지 고양이를 위해 간단히 바르기만 해도 치석케어에 도움이 되는 치약을 개발해 어려운 양치를 조금 쉬게 해결할 수 있는 방법을 연구하게 됨.
(*고양이와 강아지들은 사람과 달리 3일만에 치석이 쌓이기 때문에 번거롭더라도 매일 해줘야 함)

## 연관 제품

### 5초양치, 치카워터
물이나 사료에 타서 먹는 구강관리 제품

### 5초양치, 치카트릿
간식으로 간단하게 급여하는 구강관리 제품

### 5초양치, 치카오일
딱딱한 치석을 연화 시켜주는 덴탈오일

## 국내 현황
이마트(몰리스펫샵), 롯데마트, 펫마트, 폴리파크, 펫월드, 클럽펫원드 등 (오프라인)/ 펫프렌즈(전문몰), 백화점몰, 소셜커머스, 오픈몰 등(오프라인)에 입점되어 있다.